# Upadłe anioły (powieść Richarda Morgana)
Upadłe anioły (tyt. oryg. Broken Angels) – brytyjska powieść fantastycznonaukowa napisana przez Richarda Morgana. Została wydana 20 marca 2003 przez Victor Gollancz Ltd. Polskie wydanie ukazało się w październiku 2004 nakładem wydawnictwa ISA. Książkę tłumaczył Marek Pawelec. W 2018 Wydawnictwo Mag wydało wznowienie. Upadłe anioły są drugim tomem trylogii Takeshi Kovacs. W tym tomie były emisariusz ONZ, aby wyrwać się z trwającej wojny domowej, dołącza do tajnej ekspedycji, poszukującej niezwykłego znaleziska archeologicznego. 

## Fabuła
Około 30 lat po zdarzeniach opisanych w Modyfikowanym Węglu, Takeshi Kovacs służy w organizacji najemników, która dołącza do wojny korporacyjnej na odległej planecie, Sanction IV. Walczy z rebelią zorganizowaną przeciwko rządowi sponsorowanemu przez korporację. Pilot Jan Schneider rekrutuje Kovacsa, aby ten pomógł mu zgłosić roszczenia do zakopanego artefaktu marsjańskiego, który otwiera portal powiązany z punktem w kosmosie, w którym znajduje się statek kosmiczny istniejącej przed tysiącami lat cywilizacji. Razem z nim bohater ratuje z obozu jenieckiego Tanyę Wargani, uzdolnioną archeolożkę, która koordynowała przedwojenne wykopaliska. Nie będąc w stanie dotrzeć do lokalizacji artefaktu, Kovacs pozyskuje wsparcie jednej z firm zaangażowanych w podsycanie wojny Mandrake Corporation, którą reprezentuje dyrektor Matthias Hand. 
Kovacs i Hand wybierają elitarny oddział żołnierzy z pozostawionych na śmierć stosów korowych. Hand potajemnie przemyca informacje skłaniające rebeliantów do zrzucenia bomb nuklearnych na miasto Sauberville. Rozpoczyna się więc akcja ratunkowa. Wardani pracuje nad reaktywacją artefaktu, gdy grupa jest powoli zatruwana przez radioaktywny opad z wybuchu.  

## Odbiór
Do końca września 2019 powieść doczekała się 63 opinii na portalu Lubimy Czytać, zdobywając ocenę 6,95/10 przy 646 ocenach. W tym samym czasie powieść zajmowała 44 miejsce wśród top100 bestsellerów sklepu Empik w kategorii fantastyka naukowa.